# Kłodawa (gromada w powiecie kolskim)
Kłodawa – dawna gromada, czyli najmniejsza jednostka podziału terytorialnego Polskiej Rzeczypospolitej Ludowej w latach 1954–1972.
Gromady, z gromadzkimi radami narodowymi (GRN) jako organami władzy najniższego stopnia na wsi, funkcjonowały od reformy reorganizującej administrację wiejską przeprowadzonej jesienią 1954 do momentu ich zniesienia z dniem 1 stycznia 1973, tym samym wypierając organizację gminną w latach 1954–1972.
Gromadę Kłodawa z siedzibą GRN w mieście Kłodawie (nie wchodzącym w skład gromady) utworzono 1 stycznia 1960 w powiecie kolskim w woj. poznańskim z obszarów zniesionych gromad: Bierzwienna Długa, Dębina i Luboniek w tymże powiecie.
W 1965 gromada miała 27 członków GRN.
1 stycznia 1970 do gromady Kłodawa włączono 1,384 ha (Kłodawę-Folwark, Łubno, Bakun, Łączówkę) z miasta Kłodawa w tymże powiecie.
31 grudnia 1971 do gromady Kłodawa włączono miejscowości Borysławice Kościelne, Bylice Wieś, Byliczki, Krzykosy i Okoleniec ze zniesionej gromady Borysławice Kościelne oraz miejscowości Dąbrówka, Górki, Józefów Guzowski, Pomarzany Fabryczne, Rgilew, Straszków, Straszkówek i Wola Czepowa ze zniesionej gromady Pomarzany Fabryczne w tymże powiecie.
Gromada przetrwała do końca 1972 roku, czyli do kolejnej reformy gminnej. 1 stycznia 1973 w powiecie kolskim reaktywowano zniesioną w 1954 roku gminę Kłodawa.